# 鳥取砂丘こどもの国
鳥取砂丘こどもの国（とっとりさきゅうこどものくに）は、鳥取県鳥取市の鳥取砂丘近くにある施設。

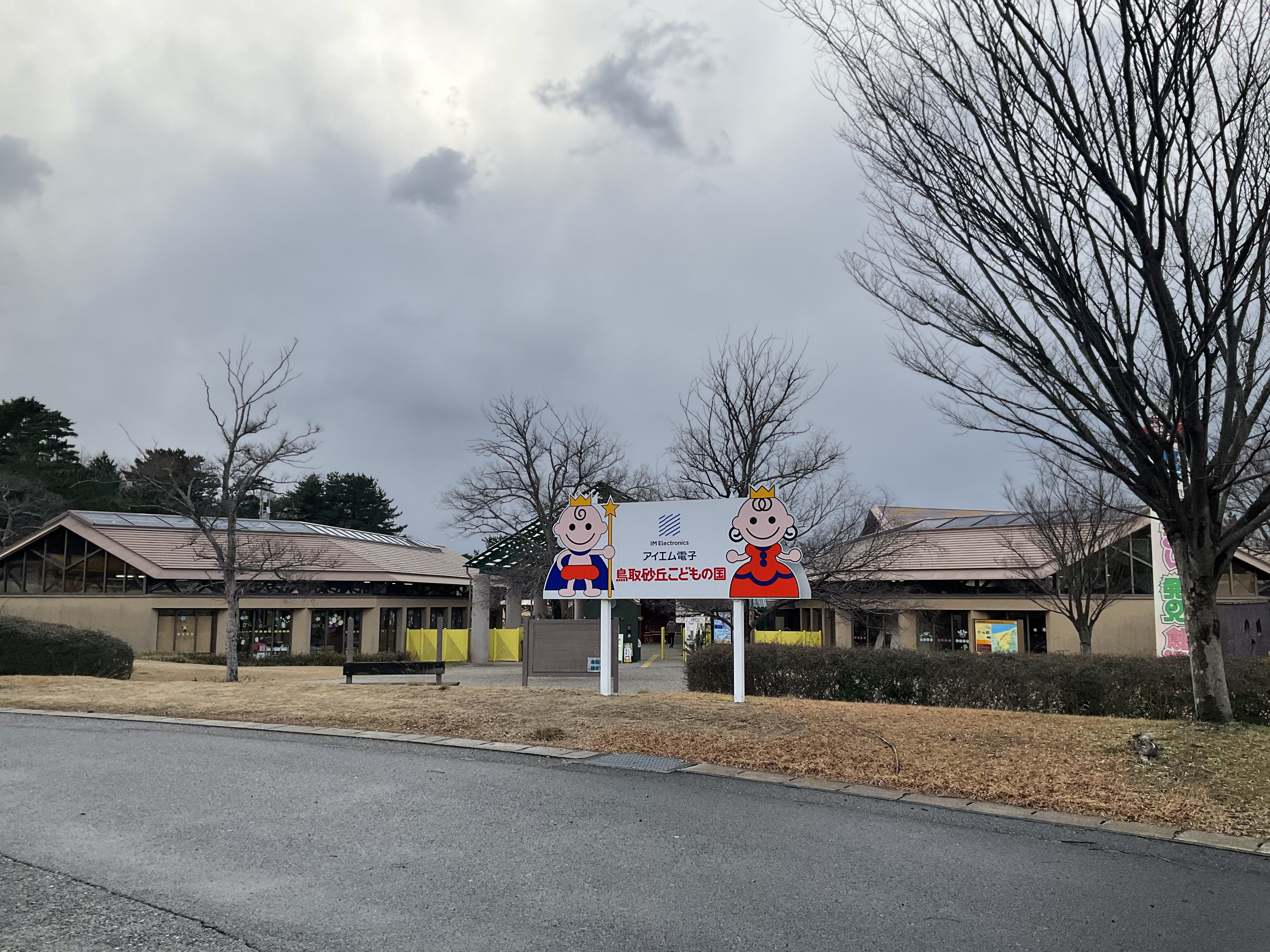
鳥取砂丘こどもの国入り口

1968年に明治百年記念事業として計画され、1973年に設立された。
2000年のリニューアルで施設現在に近いものに変わった。
2023年（令和5年）5月5日には、「とっとりふるさと大使」を務めるポケモンのサンドとアローラのサンドをモチーフとした「サンド公園」が園内にオープンした。

## 沿革

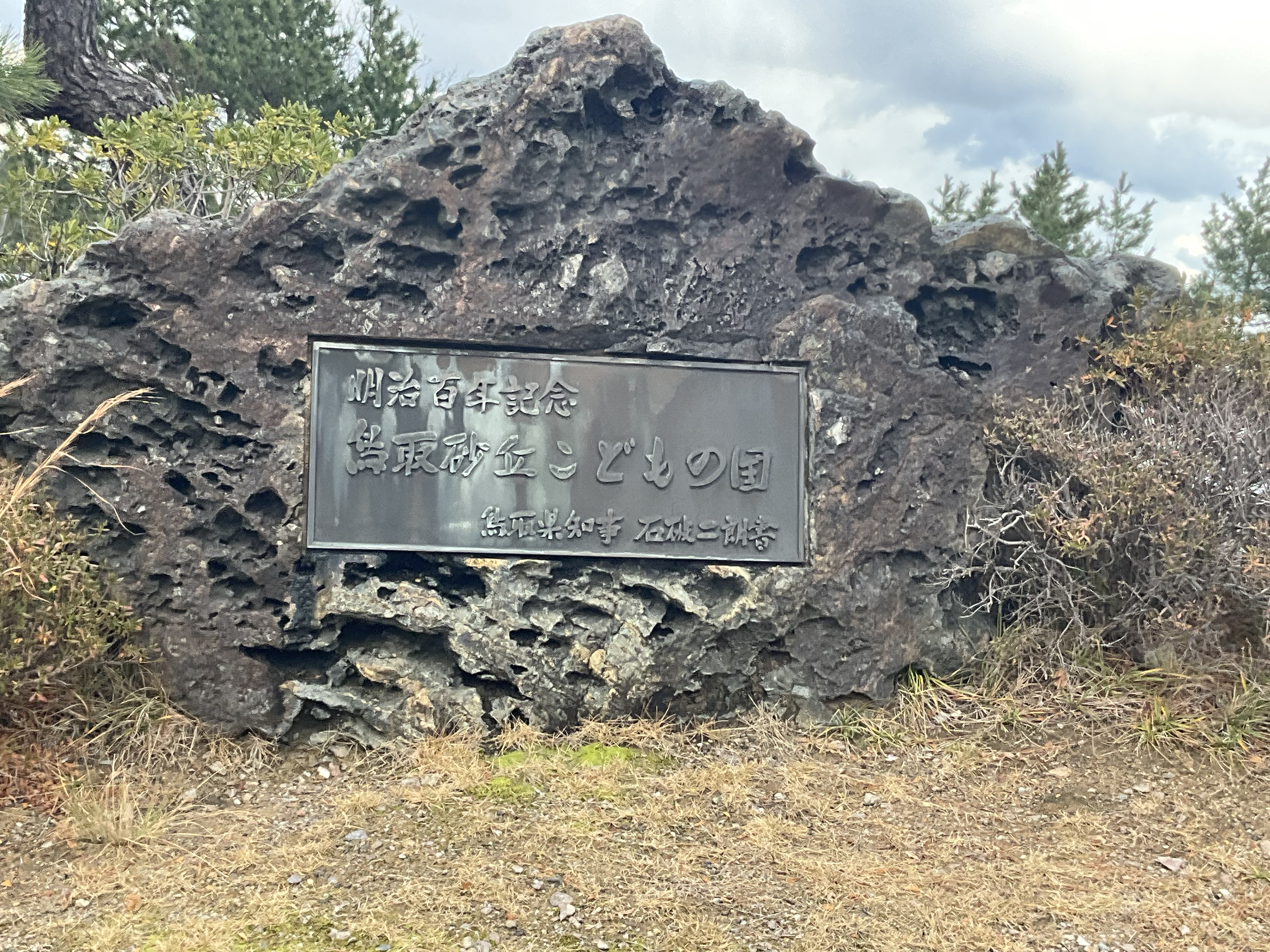
県知事石破二朗揮毫による碑

- 1968年（昭和43年） 明治百年記念事業して計画され全国の地方こどもの国として計画される
- 1973年（昭和48年）5月5日 開業
- 2000年（平成12年） リニューアルオープン
- 2023年（令和5年）5月5日 開業50周年「サンド公園」が園内にオープンした

## 名称
2019年度からネーミングライツ制度を導入し、天然芝の生産販売を手掛けるチュウブ（琴浦町に本店がある）が権利を取得し、2024年3月までチュウブ鳥取砂丘こどもの国という愛称であった。
2024年4月からは鳥取市の電子機器製造の受託サービスを手掛けるアイエム電子がネーミングライツを取得し、2029年3月末までアイエム電子鳥取砂丘こどもの国という愛称が使用される予定である。

## 主な施設
- 園内マップを参照

### かつてあった施設
- シェルター型ドーム(1973年～2009年)　現在のわんぱく広場があるところにあった。現在の多目的ホールの前身となる施設。屋内施設が入出場ゲート周辺に集約された。